# Kaple svatého Jana Křtitele (Hodkovice)
Kaple svatého Jana Křtitele je římskokatolická orientovaná kaple v Hodkovicích, části obce Jívka. Je chráněna jako kulturní památka České republiky.

## Historie
Kaple z roku 1862, situovaná vlevo od silnice z Adršpachu do Janovic a Jívky je dokladem úrovně duchovního života v podhorské obci. Kaple s mešní licencí byla původně filiální k farnosti Horní Adršpach, která byla sloučena s farností Teplice nad Metují.

## Architektura
Neoklasicistní vesnická kaple.

## Interiér
V presbytáři, odděleném od lodi mřížkou, je oltářní obraz sv. Jana Křtitele nad tabernáklem. Oltář byl obnoven v roce 1913 paními růžencového spolku. Kazatelna je bez stříšky. Chórové lavice jsou z 2. poloviny 19. století. Z křížové cesty z dílny Russů z Trutnova se dochovalo jen 2. a 14. zastavení.

## Bohoslužby
Pravidelné bohoslužby se v kapli nekonají.

## Fotogalerie

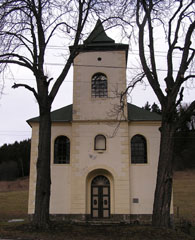
Průčelí kaple od západu